# Becky Chambers
Becky Chambers (California, 3 de mayo de 1985) es una escritora de ciencia ficción estadounidense, autora de la serie Wayfarers ganadora del premio Hugo en 2019.

## Trayectoria
Chambers nació en el sur de California y creció fuera de Los Ángeles. Se mudó a San Francisco para estudiar teatro en la Universidad de San Francisco. Ha vivido en Islandia y Escocia antes de regresar a California, donde actualmente reside con su esposa.
Trabajó en gestión teatral y como escritora independiente antes de autoeditar su primera novela, El largo viaje a un pequeño planeta iracundo, en 2014, después de recaudar fondos con éxito desde la plataforma de micromecenazgo Kickstarter. La novela fue preseleccionada para el premio Arthur C. Clarke y posteriormente fue reeditada por Hodder & Stoughton. A esta primera parte, le siguió una secuela, Una órbita cerrada y compartida|A Closed and Common Orbit, en 2016, nominada al premio Hugo a la mejor novela en 2017. Las novelas se desarrollan en un universo de ficción, gobernado por los Galactic Commons. La tercera entrega, Record of a Spaceborn Few, se publicó en julio de 2018. La serie ganó el premio Hugo en 2019.
En julio de 2018, se anunció la firma de un acuerdo de dos libros entre Chambers y la editorial Tor Books, con el primer libro programado para 2021. En agosto de 2019, fue publicada To Be Taught, if Fortunate, una novela corta con una historia no relacionada con los libros de Wayfarers.

## Estilo y temas
Las novelas de su serie Wayfarers tienen lugar en un universo ficticio, gobernado por los Comunes Galácticos, a los que los humanos son una especie relativamente recién integrada. Con esta obra Chambers ha sido elogiada por la sólida construcción del mundo en la serie, que incluye múltiples razas alienígenas únicas. Los críticos han distinguido sus personajes complejos y agradables que impulsan la historia. Su trabajo ha sido alternativamente criticado y elogiado por el ritmo deliberado y centrado en los personajes, y la falta de tramas impulsivas típicas de otras novelas de ópera espacial.

## Vida personal
Chambers ha vivido en Islandia y Escocia antes de regresar a California, donde actualmente reside con su esposa, Berglaug Asmundardottir, en el Condado de Humboldt.

## Premios
| Año  | Obra                                  | Premio                     | Categoría                                   | Resultado       | Ref    |
| ---- | ------------------------------------- | -------------------------- | ------------------------------------------- | --------------- | ------ |
| 2014 | The Long Way to a Small, Angry Planet | Kitschies                  | Golden Tentacle (Mejor Novela Debut)        | Nominado        | [ 14 ] |
| 2015 | The Long Way to a Small, Angry Planet | Otherwise Award            | —                                           | Preseleccionado | [ 15 ] |
| 2016 | The Long Way to a Small, Angry Planet | British Fantasy Award      | Mejor Nuevo Autor (Premio Sydney J. Bounds) | Nominado        | [ 16 ] |
| 2016 | The Long Way to a Small, Angry Planet | Women's Prize for Fiction  | —                                           | Preseleccionado | [ 17 ] |
| 2016 | The Long Way to a Small, Angry Planet | Premio Arthur C. Clarke    | —                                           | Nominado        | [ 18 ] |
| 2017 | The Long Way to a Small, Angry Planet | Grand Prix de l'Imaginaire | Novela Extranjera                           | Nominado        | [ 19 ] |
| 2016 | A Closed and Common Orbit             | Premio BSFA                | Novela                                      | Nominado        | [ 20 ] |
| 2017 | A Closed and Common Orbit             | Premio Arthur C. Clarke    | —                                           | Nominado        | [ 21 ] |
| 2017 | A Closed and Common Orbit             | Premio Hugo                | Novela                                      | Nominado        | [ 22 ] |
| 2017 | Serie Wayfarers                       | Premio Julia Verlanger     | —                                           | Ganador         | [ 23 ] |
| 2018 | Record of a Spaceborn Few             | Kitschies                  | Red Tentacle (Mejor Novela)                 | Nominado        | [ 24 ] |
| 2019 | Record of a Spaceborn Few             | Premios Locus              | Novela de Ciencia Ficción                   | Nominado        | [ 25 ] |
| 2019 | Record of a Spaceborn Few             | Premio Hugo                | Novela                                      | Nominado        | [ 26 ] |
| 2019 | Saga Wayfarers                        | Premio Hugo                | Saga                                        | Ganador         | [ 26 ] |
| 2019 | To Be Taught, if Fortunate            | Premio BSFA                | Ficción Corta                               | Nominado        | [ 27 ] |
| 2020 | To Be Taught, if Fortunate            | Premio Hugo                | Novela Corta                                | Nominado        | [ 28 ] |
| 2020 | To Be Taught, if Fortunate            | Premio Locus               | Novela Corta                                | Nominado        | [ 29 ] |
| 2021 | A Psalm for the Wild-Built            | Premios Nébula             | Novela Corta                                | Nominado        | [ 30 ] |
| 2022 | A Psalm for the Wild-Built            | Premio Hugo                | Novela Corta                                | Ganador         | [ 31 ] |
| 2022 | A Psalm for the Wild-Built            | Premio Locus               | Novela Corta                                | Nominado        | [ 32 ] |
| 2022 | The Galaxy, and the Ground Within     | Premio Hugo                | Novela                                      | Nominado        | [ 31 ] |
| 2022 | The Galaxy, and the Ground Within     | Premio Locus               | Novela de Ciencia Ficción                   | Nominado        | [ 32 ] |
| 2023 | A Prayer for the Crown-Shy            | Premio Locus               | Novela Corta                                | Ganador         | [ 33 ] |

### Novelas
- The Vela, coescrito con Yoon Ha Lee, S. L. Huang y Rivers Solomon (2019)

#### SerieWayfarers
- The Long Way to a Small, Angry Planet (2014)
  - El largo viaje a un pequeño planeta iracundo. Insólita Editorial. ISBN 978-8494702044.
- A Closed and Common Orbit (2016)
  - Una órbita cerrada y compartida. Insólita Editorial. ISBN 978-8412104325.
- Record of a Spaceborn Few (2018)
- The Galaxy, and the Ground Within (2021)

### Novelas cortas
- To Be Taught, if Fortunate (2019)

#### SerieMonk & Robot
- A Psalm for the Wild-Built (2021)
  - Salmo por quienes se construyeron en la naturaleza (en castellano recogida en el ómnibus titulado Monje y robot editado por Crononauta en 2023. ISBN: 978-8412661705)
- A Prayer for the Crown-Shy (2022)
  - Plegaria por la timidez de los árboles (en castellano recogida en el ómnibus titulado Monje y robot editado por Crononauta en 2023. ISBN: 978-8412661705)

En mayo de 2025 se publicará una edición de bolsillo con ambos libros juntos (ISBN: 978-1250386335).

### Cuentos
- "Chrysalis", Jurassic London’s Stocking Stuffer, 2014
- "The Deckhand, The Nova Blade, and the Thrice-Sung Texts", Cosmic Powers: The Saga Anthology of Far-Away Galaxies, 2017
- "Last Contact", 2001: An Odyssey In Words, 2018
- "A Good Heretic" (una historia de Wayfarers), Infinite Stars: Dark Frontiers, 2019
- “The Tomb Ship”, Lost Worlds & Mythological Kingdoms, 2022